# Indiscrétions fatales
Pour plus de détails, voir Fiche technique et Distribution.
Indiscrétions fatales (Nightwaves) est un téléfilm canadien réalisé par Jim Kaufman, diffusé en 2003.

## Synopsis
Affaiblie par un accident de la route, Shelby Naylor est obligée de passer ses nuits seule avec comme unique divertissement un récepteur de fréquences radio de la police. Elle se rend rapidement compte qu'elle capte également les conversations privées de ses voisins. C'est ainsi qu'un soir, elle pense être témoin de l'assassinat d'une femme. Décidée à prévenir la police, elle ignore alors qu'elle met sa propre vie en danger.

## Fiche technique
- Titre original : Nightwaves
- Réalisation : Jim Kaufman
- Scénario : Renée Bishop et Melissa Jo Peltier
- Photographie : Georges Archambault
- Musique : Simon Carpentier
- Pays :  Canada
- Durée : 100 min
- Dates de premières diffusions :
  -  France : 19 mars 2004 sur TF1

## Distribution
- Sherilyn Fenn : Shelby Naylor
- David Nerman : David Birkwell
- Bruce Dinsmore : Tom Williams
- Francis McCarthy : Clay McClaren
- Jennifer Morehouse : Justine Lesley
- Joanna Noyes : Margaret Graham
- Kevin Jubinville : Pete Naylor
- Barry Blake : Sergent Pike
- Jennifer Seguin : Karen
- Frank Fontaine : Juge
- Nanette Workman : Sally Winters
- Lori Graham : Présentatrice télé
- Emma Campbell : Brenda Birkwell
- Leslie Cottle : Alexia Worthington
- Rosey Edeh : Présentatrice
- John Moore, Bob Babinski, Richard Jutras, Cecile Cristobal et Kent McQuaid : Journalistes
- Michelle Wallis : Hôtesse au restaurant
- Kwasi Songui : Ambulancier
- Gillian Ferrabee et Brett Watson : Assistants du procureur
- Terence Bowman : Greffier
- John Topor : Gardien de prison
- Doug Price : Président du jury
- Dino Valiotis : Partenaire de Pike